# Państwowe Zakłady Inżynierii

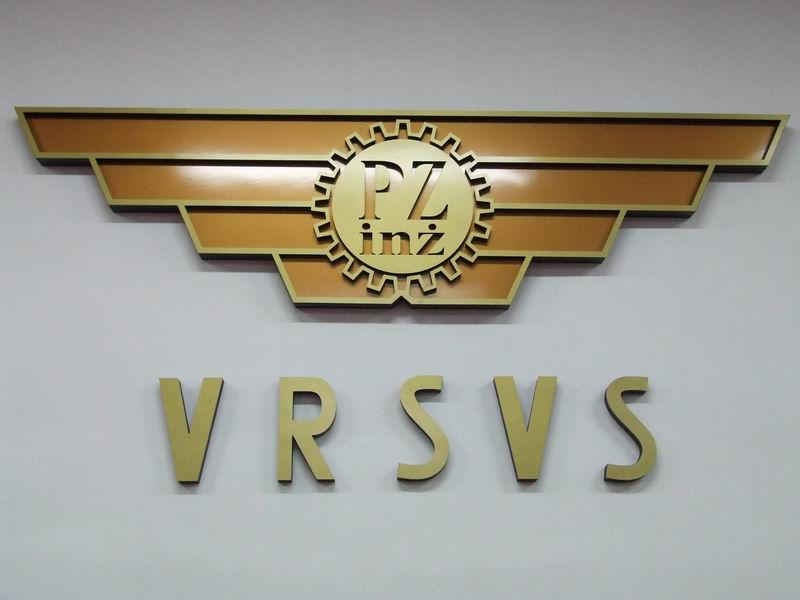
Logo PZinż

Państwowe Zakłady Inżynierii (Institut national d'ingénierie), plus simplement appelée PZInż, est une société polonaise d'État créée le 19 mars 1928 en remplacement de l'ancienne entreprise d'État Centralne Warsztaty Samochodowe ou CWS (Ateliers automobiles centraux), ancienne émanation du ministère de la guerre, créée en 1918.

## Histoire
La société faisait partie des entreprises publiques établies le 19 mars 1928 par le ministre de l'Industrie et du Commerce, Eugeniusz Kwiatkowski, sur les cendres de l'ancienne entreprise d'État "CBS - Ateliers Automobiles Centraux", dont le but, en plus de poursuivre la fabrication de voitures et de motos pour les besoins civils, qui avait partiellement été le cas par CWS, était de produire beaucoup plus pour satisfaire les besoins de l'armée polonaise.

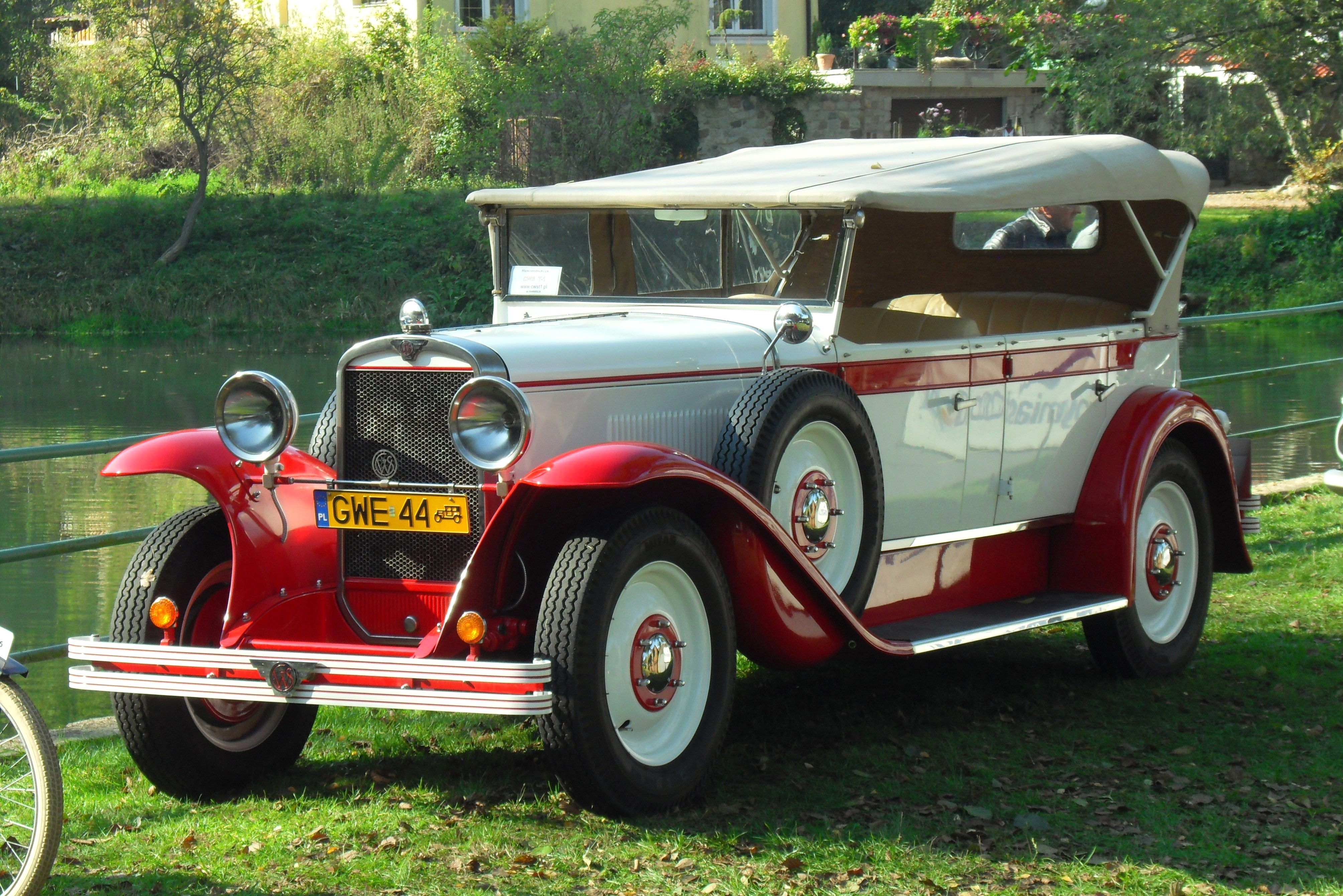
Voiture CWS T-1 Torpedo

En 1930, la société Ursus a été déclarée en faillite, a été nationalisée et incorporée dans le conglomérat PZinż, et ne produira que des véhicules militaires.

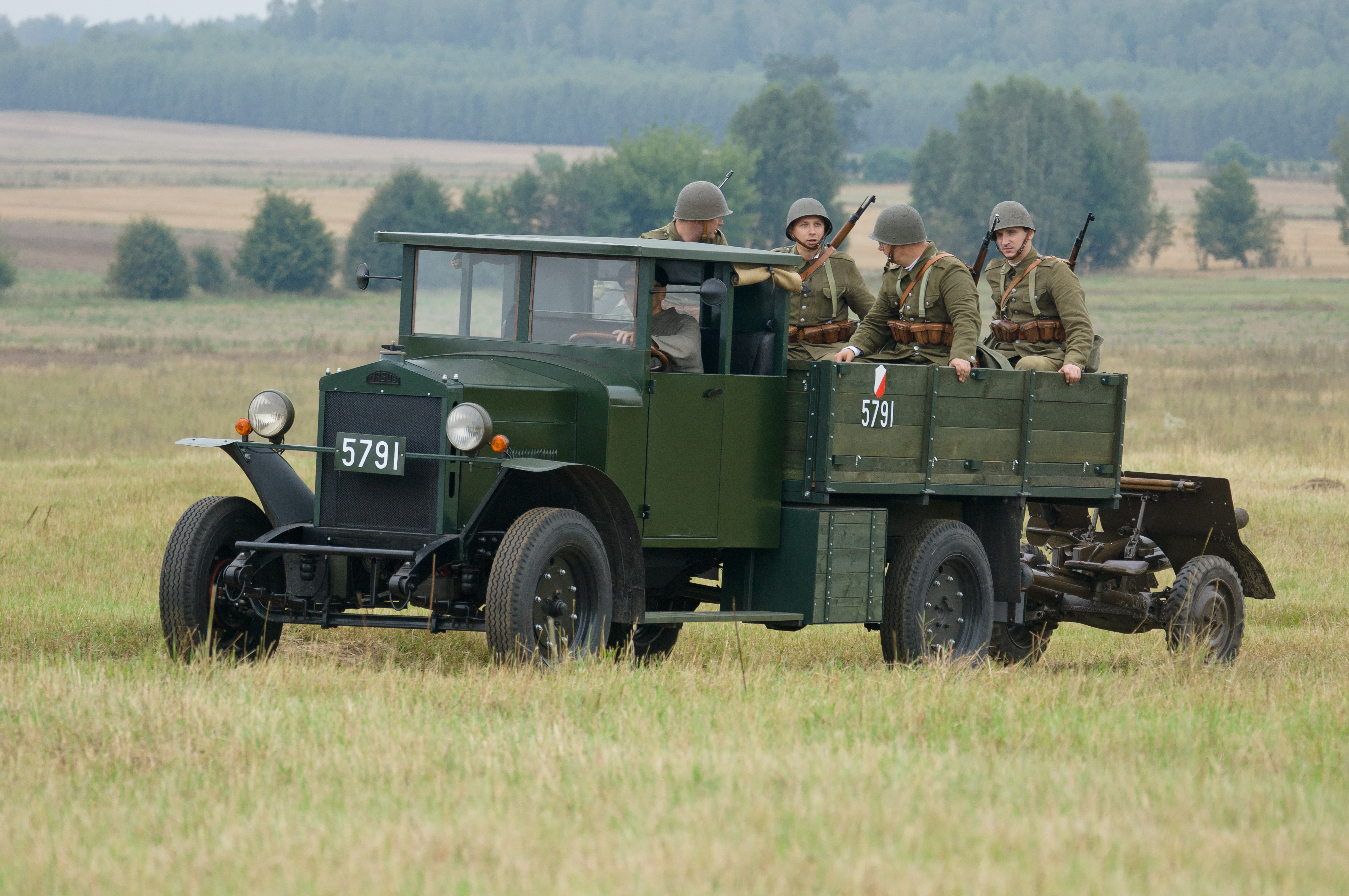
Camion Ursus"A" - SPA 25C

PZInż a conservé la marque CWS pour les voitures et pour les motos. La production de motos a été maintenue jusqu'au déclenchement de la Seconde Guerre mondiale alors que la production des voitures a été abandonnée en 1931.

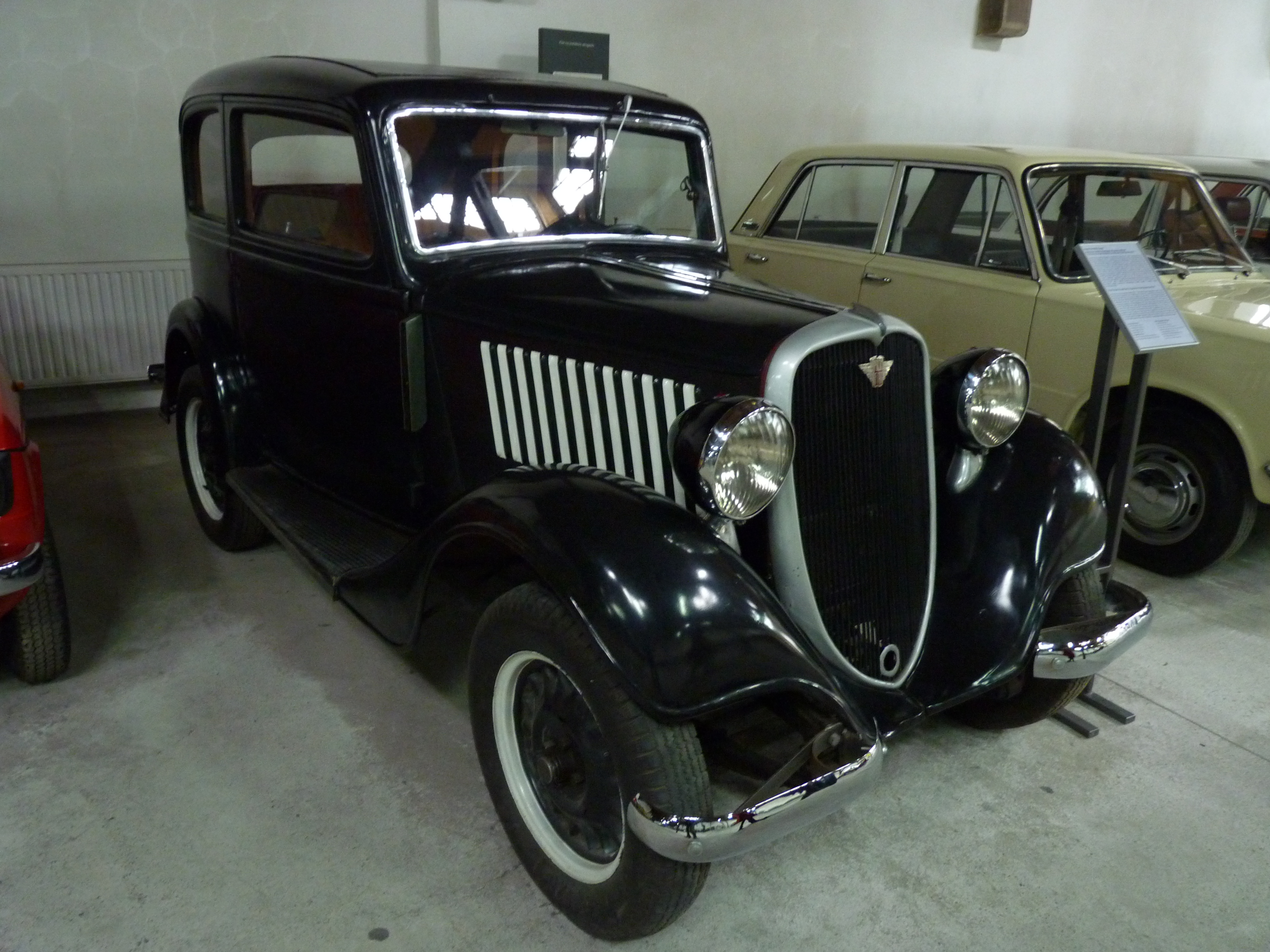
Polski Fiat 508

Dans le cadre du contrat de licence signé le 21 septembre 1932 avec la société privée italienne FIAT SpA, la société a commencé l'assemblage, puis la production, de la Fiat 508 Balilla. Jusqu'en septembre 1939, date de l'arrêt brutal de la fabrication à la suite de l'invasion de la Pologne par l'armée nazie, Polski Fiat a produit environ 10 mille exemplaires du véhicule dans différentes versions, entre autres, pour l'armée.
Dans les années 1933-1934, PZlnż a produit, sous licence, des voitures modernes, connues sous la marque FSO ainsi que des véhicules utilitaires légers.
En 1933, PZinż a été réorganisé et divisé en unités opérationnelles  suivantes :
- La Direction et le bureau d'études sont implantés dans la capitale, Varsovie
- F 1 - usine de camions dans l'ancienne usine Ursus,
- F 2 - usines de voitures et véhicules utilitaires légers FSO (ex Polski Fiat) à Varsovie,
- F 3 - usines de moteurs dans l'ancienne usine Ursus à Varsovie,
- F 4 - fonderie dans l'ancienne usine Ursus
- F 5 - chantier naval de Modlin
- F 6 - service assistance dépannage à Varsovie

## Liste des véhicules fabriqués et assemblés par PZInż
- C2P - tracteur d'artillerie,
- C4P - half-track tracteur d'artillerie,
- C7P - tracteur d'artillerie,
- CWS T-1 (1927-1931) - voiture de taille moyenne,
- Fiat Polski 508 (1932-1939) - voiture moyenne,
- Fiat Polski 518 - voiture de classe supérieure,
- Fiat Polski 524 - grosse voiture haut de gamme,
- Fiat Polski 618 (1937-1939) - camion,
- Fiat Polski 621 (1935-1939) - camion,
- Fiat Polski 621 C4P (1937) - tracteur à chenilles,
- PZInż 7TP - char léger,
- PZInż 222 - camion à chenillettes,
- PZInż 302 (également connu sous le nom Fiat Polski 508/518) (1937-1938) - camion militaire léger tout terrain,
- PZInż 703 (1939) - camion tout terrain,
- Sokół 200 (M 411) (1939) - moto populaire, (environ 78 unités produites),
- Sokół 600 RT (M 211) (1935-1939) - moto de tourisme,
- Sokół 1000 (M 111) (1933-1939) - moto lourde,
- Ursus A (1928-1931) - camion, licence SPA 25C
- WZ.29 Ursus (1929-1931) - véhicule blindé,
- WZ.34 (1933-1938) - véhicule blindé léger, licence SPA 25C
- PZinż Zawrat - autobus fabriqué sous licence Saurer dans les usines Ursus.

## Prototypes créés par PZInż
- PZInż 4 TP (1937) - chenillette de reconnaissance
- PZInż 10 TP - char léger,
- PZInż 202 (1938?) - tracteur d'artillerie à chenilles,
- PZInż 303 (1938) - véhicule militaire tout-terrain, moteur Fiat 118A,
- PZInż 312 (1937) - tracteur d'artillerie,
- PZInż 322 - tracteur d'artillerie,
- PZInż 342 (1938?) - tracteur d'artillerie
- PZInż 343 (1938/1939) - châssis pour tracteur d'artillerie,
- PZinż 403 Lux-Sport (1936) - voiture sept places,
- Sokół 500 RS (M 311) (1935-1937) - moto de sport,
- WM (1928) - petite voiture, conçue par Wladyslaw Mrajskiego.

## PZinż victime de la Seconde Guerre mondiale
Peu de temps après le déclenchement de la Seconde Guerre mondiale et dès l'occupation de la Pologne par les troupes de l'Allemagne nazie, tous les biens de la société PZInż ont été confisqués par l'Allemagne. Les usines ont été démantelées et les outillages envoyés en Allemagne. Une grande partie des ingénieurs ont été tués ou envoyés en Allemagne au titre du travail obligatoire avant d'être envoyés dans les camps de la mort. Après l'insurrection de Varsovie, le siège de l'PZInż de Varsovie a été dynamité et ne sera pas reconstruit après la guerre. En 1946, les travaux de reconstruction de l'usine Ursus ont commencé et la société Ursus SA se reconvertit dans la fabrication de tracteurs agricoles.
En 2007, la société turque Uzel Holding a voulu racheter la majorité du capital de Ursus ; les deux entités diposant des mêmes licences de fabrication de modèles Massey Ferguson du groupe américain AGCO. En 2008, après le constat que mla société turque ne pouvait maintenir ses engagements, les groupes "TAFE" fabricant indien de tracteurs agricoles sous licence Massey Fergusson et la holding polonaise "Pol-Mot" se portèrent cadidates au rachat de Ursus. 
En 2011, le groupe polonais Pol-Mot, via sa filiale Pol-Mot Warfarma, a racheté la société Ursus. 
Le premier tracteur agricole conçu sous la nouvelle gouvernace est sorti des chaînes le 20 décembre 2011.